# 滿溢的水果塔
《滿溢的水果塔》是濱弓場雙以四格漫畫形式發表的日本漫畫作品，於芳文社的雜誌《Manga Time Kirara Carat》2015年1月號至3月號進行短期連載，並於2015年7月號正式開始連載。中文版由台灣東立出版社發行。電視動畫於2020年10月至12月播放。

## 故事簡介
憧憬著成為偶像而來到東京的高中一年級女孩櫻衣乃，搬進了小白鼠製作公司第4宿舍，通稱「老鼠莊」，卻在這裡得知了宿舍即將被拆除的消息。為了阻止老鼠莊被拆除，衣乃與老鼠莊的其他成員決定挑戰經紀人的企劃「滿溢的水果塔」而一同組成了偶像團體「水果塔」。

## 登場角色
登場人物的姓氏源自於故事舞台小金井市的町名，名字的首字則來自於伊呂波歌。

### 水果塔成員
櫻衣乃（聲：新田日和）
本作主角。就讀私立小金井學園的高中一年級生，15歲，血型O型，身高155公分，體重47公斤，生日為4月4號，D罩杯，岡山縣出身。喜歡的事物是料理、女孩子，不擅長的事物是減肥。喜歡的音樂類型是流行音樂。
服裝的顏色是粉紅色，上面是桃子的花紋。
團體中的作詞擔當。在選拔中候補合格，為了成為偶像，從岡山縣隻身來到老鼠莊。小時候因為受到露子的影響而立志成為偶像。
擅長帶著笑容與人聊天交際，和附近鄰居的關係很好。在意自己有點粗的大腿。是在緊張的時候會想小便的體質。
關野露子（聲：久保田梨沙）
就讀私立小金井中央高校的高中二年級生，16歲，血型B型，身高140公分，體重35公斤，生日為5月5日，A罩杯。富山縣出身。
喜歡的事物是古裝劇、單口相聲，日本文化。喜歡的音樂類型是落語。害怕打雷以及恐怖节目。不擅長的事物是小孩子。
服裝的顏色是藍色，上面是藍莓的花紋。
團體中的編舞擔當。前童星，藝齡10年。7年前以「花椰子」的身分演出廣告大受歡迎，但本人對於過了7年仍擺脫不掉花椰子的形象一事感到不滿，同時也很在意自己的身高過矮。
從原來的事務所離開後，透過仁菜的介紹來到小白鼠製作公司。
仍有点孩子气，失落时会埋头到巨乳女生（主要是仁菜）的胸中。
貫井羽優（聲：白石晴香）
就讀私立小金井學園的高中一年級生，15歲，血型AB型，身高150公分，體重40公斤，生日為6月6日，B罩杯。神奈川縣出身。喜歡的事物是作曲、唱歌、少女漫畫，不擅長的事物是納豆。喜歡的音樂類型是搖滾樂。
服裝的顏色是紅色，上面是草莓的花紋。
團體中的作曲擔當。前音樂家，但實際上是音痴。因父親反對她從事演藝活動而離家出走來到老鼠莊。個性開朗。喜歡搖滾樂與英雄相關的作品，但亦有著充滿少女情懷的一面。喜欢草莓。早上要9点才能睡醒，过早叫醒会精神不振，需要用草莓来提神。
十分節儉，常穿著破洞的襪子和從小學時期穿到現在的兒童內褲，但其實家裡非常有錢，母親是貓貓製作的贊助商。
前原仁菜（聲：近藤玲奈）
就讀私立小金井中央高校的高中二年級生，是露子的青梅竹馬和同班同學。16歲，血型A型，身高170公分，體重55公斤，生日為7月7日，G罩杯，石川縣出身。喜歡的事物是衣服、芳香，不擅長的事物是泳池、溫泉、澡堂。喜歡的音樂類型是民謠。
頭上繫著黑色的小蝴蝶結，服裝的顏色是黃色，上面是橘子的花紋。
團體中的服裝擔當。前時裝模特兒。個性內向，有著良好的身高與身材，卻缺乏自信。小的時候會和母親一起做衣服，但因為成長得太快，過不久就會穿不下。晚上會潛入露子的被窩裡一起睡覺。
綠黑萌（聲：守屋亨香）
國中三年級生。血型AB型，身高145公分，體重37公斤，生日為9月9日，C罩杯，千葉縣出身。喜歡的事物是衣乃前輩、邋遢倉鼠，不擅長的事物是男人，隨身會帶著護身用的電擊棒。
服裝的顏色是綠色，上面是奇異果的花紋。
原是「貓貓製作」所屬的偶像，在莉莉所策畫的「尋找全國第一黑髮雙馬尾」的徵選中獲得第一名，事後因本人的願望加入了小白鼠製作公司成為水果塔的成員。和衣乃一樣，小時候的夢想都是成為偶像。
在緊張的時候會流淚。
迷恋衣乃，曾写了大量粉丝信放到衣乃的学校鞋柜，跟踪和观察衣乃，迷戀衣乃的裤袜等行为。
梶野穗步（聲：日笠陽子）
25歲，水果塔的經紀人。血型AB型，身高165公分，體重51公斤，生日為8月8日，埼玉縣大宮市出身。喜歡的事物是酒和魷魚絲，不擅長的事物是上司。
是實境節目「滿溢的水果塔」的企劃，一個人負責處理團體中的攝影及編輯等工作。在工作方面會為團體的利益著想，但基本上都是打著利己的壞主意。
本町利音（聲：巽悠衣子）
高中一年級生，衣乃與羽優的同班同學。血型A型，身高160公分，體重49公斤，生日為10月10日。喜歡的事物是唱歌、偶像，不擅長的事物是打扮。
頭上戴著黃色髮箍，關西腔。是學校合唱團的成員，非常會唱歌。在看過了水果塔的出道演唱會後便成為水果塔的粉絲，並以提出企劃為契機成為助理。在水果塔的節目中非常受歡迎，被觀眾譽為「巨乳新人女高中生」。
是東小金井大阪燒店「利音」的看板娘，非常擅長待客，但對料理不擅長
在偶像甲子園活動中，與小金乙組成偶像團體「單色提拉米蘇」代表美國出賽。

### 冰淇淋蜜糖紅豆成員
所屬於大製作公司「貓貓製作」的人氣第一名年輕偶像團體。
關野知子（聲：佐倉薰）
15歲，國中三年級生，露子的妹妹。血型B型，身高164公分，體重46公斤，生日為11月11日，D罩杯。喜歡的事物是露子、小孩和水果塔，不擅長的事物是大人。很喜歡姐姐。跟黑萌是同班同學。
中町縫愛（聲：篠原侑）
17歲，高中二年級生。抖M。與瑠愛是雙胞胎。血型AB型，身高146公分，體重36公斤，生日為1月1日，A罩杯。喜歡的事物是熱的東西、刺激、自己。不擅長的事物是獨處。
外表強硬，但其實非常膽小。是露子的粉絲，小時候收集了不少關於露子的CD和周邊，成為偶像的契機也是因為受到露子的影響。
中町瑠愛（聲：田中貴子）
17歲，高中二年級生。抖S。與縫愛是雙胞胎。血型AB型，身高146公分，體重36公斤，生日為1月1日，喜歡的事物是貓、狗、兔子和縫愛。
東莉莉（聲：前田玲奈）
25歲，冰淇淋蜜糖紅豆的製作人，血型A型，身高157公分，體重45公斤，生日為12月12日。喜歡的事物是制服、穗步、新娘，不擅長的事物是時間管理。
進入貓貓事務所三年就成為製作人，與穗步小學時期就認識，但因為表現總是比穗步優秀而讓穗步非常忌妒。

### 其他人物
小金乙（聲：堀江由衣）
19歲，貓貓製作的代理社長。血型A型，身高141公分，體重34公斤，生日為2月2日。喜歡的事物是小學生，討厭的事物是自己的名字。是在美國跳級讀完大學的天才。
原作第二卷中以貓貓製作代理社長的身分登場，第五卷後從貓貓製作獨立，靠著親人的關係得到設立公司的融資，設立了「金絲雀PRO」，並與利音一起組成偶像團體「單色提拉米蘇」，在偶像甲子園活動中代表美國參賽。
貫井羽夜（聲：冰上恭子）
羽優的母親，貓貓製作的贊助商。
武藏和歌
24歲，是穗步大學時期的後輩。作曲家。無業。血型AB型，身高156公分，體重49公斤，生日是3月3日。喜歡的事物是穗步，不擅長的事物是太陽。
平時頭上都戴著兔耳形狀的耳罩式耳機，一天當中大半時間都花費在睡覺和遊戲，曾有一段時間與外界音信不通，藉口是在異世界當了兩年勇者。
大學一年級時看見了正在製作餃子的莉莉與穗步，對穗步的小白臉生活方式產生了憧憬，開始對穗步產生好感，並擅自稱穗步為自己「未來的新娘」。
在偶像甲子園活動之際接受穗步的請託，為水果塔的三個小組分別製作三首風格不同的曲子，但卻拖到活動前三天才交出曲子。

## 出版書籍
| 卷數 | 芳文社         | 芳文社                 | 東立出版社     | 東立出版社             |
| 卷數 | 發售日期       | ISBN                   | 發售日期       | ISBN                   |
| ---- | -------------- | ---------------------- | -------------- | ---------------------- |
| 1    | 2016年4月27日  | ISBN 978-4-8322-4690-4 | 2017年11月10日 | ISBN 978-986-482-957-6 |
| 2    | 2017年5月27日  | ISBN 978-4-8322-4835-9 |                |                        |
| 3    | 2018年6月27日  | ISBN 978-4-8322-4955-4 |                |                        |
| 4    | 2019年10月25日 | ISBN 978-4-8322-7130-2 |                |                        |
| 5    | 2020年9月25日  | ISBN 978-4-8322-7206-4 |                |                        |
| 6    | 2022年2月25日  | ISBN 978-4-8322-7349-8 |                |                        |
| 7    | 2023年7月27日  | ISBN 978-4-8322-7472-3 |                |                        |
| 8    | 2024年12月25日 | ISBN 978-4-8322-9595-7 |                |                        |

## 電視動畫
於《Manga Time Kirara Carat》2019年5月號發表了製作電視動畫的消息，由本社位於本作品舞台小金井市的feel.製作。原預計於2020年7月播出，後因受到2019冠状病毒病疫情的影響而宣布延期至10月播出。於2020年10月12日開始播放，旁白為利根健太朗。

### 工作人員
- 原作、人物原案：濱弓場雙（芳文社《Manga Time Kirara Carat》連載）
- 導演：川口敬一郎
- 系列構成：川口敬一郎、高橋龍也（日语：高橋龍也）
- 人物設計：木野下澄江
- 主要動畫師：佐藤元昭、山本篤史
- 美術監督：海野よしみ
- 美術設定：長澤順子
- 美術背景：Production-ai
- 色彩設計：田川沙里
- 攝影監督：難波史
- 編集：丸山流美
- 音響監督：納谷僚介
- 音樂製作：STUDIO MAUSU（日语：STUDIO MAUSU）
- 音樂：高田龍一（日语：高田龍一）、MONACA（日语：MONACA）
- 音樂製作：KADOKAWA
- 動畫製作：feel.
- 製作：滿溢的水果塔製作委員會

### 主題曲
片頭曲（第1－11話）
作詞：安藤紗紗，作曲、編曲：，主唱：水果塔
片尾曲（第1－5話、7－10話）
作詞：安藤紗紗，作曲、編曲：大和，主唱：水果塔
插曲
（第1話）
作詞：安藤紗紗，作曲：島宮榮子，編曲：二村學，主唱：關野露子（久保田梨沙）、貫井羽優（白石晴香）、前原仁菜（近藤玲奈）
（第1、2、12話）
作詞：安藤紗紗，作曲：島宮榮子，編曲：星銀乃丈，主唱：關野露子（久保田梨沙）
（第3、4、7、9話）
作詞：安藤紗紗，作曲、編曲：，主唱：水果塔
第3話為黑萌加入前的4人版本。
（第5、6話）
作詞：安藤紗紗，作曲、編曲：，主唱：冰淇淋蜜糖紅豆
（第8、10話）
作詞：安藤紗紗，作曲、編曲：大和，主唱：水果塔
（第12話）
作詞：安藤紗紗，作曲、編曲：大和，主唱：冰淇淋蜜糖紅豆、水果塔&蜜糖紅豆

### 各話列表
| 話數   | 標題                | 劇本       | 分鏡       | 演出     | 作畫監督                                                                         | 總作畫監督                   | 首播日期        |
| ------ | ------------------- | ---------- | ---------- | -------- | -------------------------------------------------------------------------------- | ---------------------------- | --------------- |
| 第1話  | 我出發了 東小金井！ | 川口敬一郎 | 川口敬一郎 | 藤井貴文 | 川村幸祐 佐藤元昭 山崎真和                                                       | 木野下澄江                   | 2020年 10月12日 |
| 第2話  |                     | 伊神貴世   | 小寺勝之   | 三好直美 | 酒井春佳 陳達理                                                                  | 木野下澄江                   | 10月19日        |
| 第3話  |                     | 川口敬一郎 | 山中祥平   | 山中祥平 | 五十子忍 川村幸祐 佐藤元昭 細田沙織 山崎真和 立田真一 金井裕子 辻上彩華 柳川沙樹 | 木野下澄江                   | 10月26日        |
| 第4話  |                     | 川口敬一郎 | 小寺勝之   | 渡邊哲哉 | 池森繪美 伊藤依織子                                                              | 木野下澄江                   | 11月2日         |
| 第5話  |                     | 伊神貴世   | 川口敬一郎 | 三好直美 | 池森繪美 大村將司 酒井春佳 陳達理 南方麻奈美                                     | 木野下澄江 枡田邦彰          | 11月9日         |
| 第6話  | 变态出现！          | 川口敬一郎 | 島津裕行   | 土屋浩幸 | 五十子忍 內田陽子 佐藤元昭 山崎真和 立田真一                                     | 川村幸祐                     | 11月16日        |
| 第7話  |                     | 伊神貴世   | 山中祥平   | 山中祥平 | 五十子忍 佐藤元昭 細田沙織 山崎真和 立田真一                                     | 枡田邦彰 佐藤元昭            | 11月23日        |
| 第8話  | 超厉害的咖喱！      | 川口敬一郎 | 小寺勝之   | 工藤寬顯 | 北條真純                                                                         | 木野下澄江                   | 11月30日        |
| 第9話  |                     | 伊神貴世   | 川口敬一郎 | 渡邊哲哉 | 酒井春佳 陳達理                                                                  | 木野下澄江                   | 12月7日         |
| 第10話 |                     | 伊神貴世   | 小寺勝之   | 山中祥平 | 五十子忍 北村友幸 細田沙織 劉云留 立田真一                                       | 木野下澄江 枡田邦彰 佐藤元昭 | 12月14日        |
| 第11話 | Look at us！        | 川口敬一郎 | 島津裕行   | 三好直美 | 五十子忍 川島尚 北村友幸 細田沙織 山崎真和                                       | 木野下澄江 枡田邦彰 佐藤元昭 | 12月21日        |
| 第12話 | 后进偶像毕业？      | 川口敬一郎 | 川口敬一郎 | 山中祥平 | 北村友幸 佐藤元昭 細田沙織 山崎真和 劉云留                                       | 木野下澄江 枡田邦彰 佐藤元昭 | 12月28日        |

### 藍光&DVD
| 卷數 | 發售日期      | 收錄話數      | 規格編號   | 規格編號   |
| 卷數 | 發售日期      | 收錄話數      | 藍光       | DVD        |
| ---- | ------------- | ------------- | ---------- | ---------- |
| 1    | 2021年1月27日 | 第1話－第4話  | ZMXZ-14321 | ZMBZ-14331 |
| 2    | 2021年2月24日 | 第5話－第8話  | ZMXZ-14322 | ZMBZ-14332 |
| 3    | 2021年3月24日 | 第9話－第12話 | ZMXZ-14323 | ZMBZ-14333 |

## 外部連結
- 電視動畫《滿溢的水果塔》官方網站 （页面存档备份，存于）（日語）
- 電視動畫《滿溢的水果塔》的X（前Twitter）（日語）